# Переход (фильм, 1979)
«Переход» (англ. The Passage) — британский фильм Джея Ли Томпсона в жанре военной драмы. Описывает эпизод французского Сопротивления 1940-х — переправку через Пиренеи семьи американского учёного, преследуемого нацистами. Вышел на экраны в 1979 году. В фильме особо отмечаются яркие образы антиподов — фанатичного садиста-эсэсовца и мужественного проводника-баска, созданные Малкольмом Макдауэллом и Энтони Куинном.

## Сюжет
Начало 1940-х годов. Идёт Вторая мировая война. В оккупированной нацистами Франции скрывается американский учёный Джон Бергсон с женой Ариэль, сыном Полом и дочерью Леа. Бергсон занимается исследованиями, имеющими военное значение. По личному указанию Гиммлера его разыскивают нацистские спецслужбы. Операцией по поимке Бергсона руководит гауптштурмфюрер СС фон Берков.
Французское Сопротивление решает переправить Бергсона из Тулузы в нейтральную Испанию. Бойцы Сопротивления Переа и Ренудо предлагают одинокому овцеводу-баску, живущему в Испании и хорошо знающему местность, провести Бергсона через Пиренеи. Баск не хочет оставлять овец и соглашается только за крупное денежное вознаграждение. Он предупреждает, что в любом случае вернётся домой максимум через четыре дня.
Бергсоны прячутся в тайной комнате публичного дома мадам Альбы, которая опасается, что семью обнаружат. Узнав, что ему предстоит переводить не одного, а четырёх человек, в том числе немолодую женщину, Баск снова готов отказаться. Но тут в публичном доме появляется фон Берков и начинается обыск. В уличной драке Баск убивает гестаповца. Баск и Бергсоны успевают уйти, добраться до вокзала и сесть в поезд.
В руки нацистов попадает Ренудо. Фон Берков демонстрирует ему жесточайше избитую мадам Альбу. На допросе Ренудо пытается вывести фон Беркова на ложный след Бергсонов. Он указывает маршрут, противоположный реальному. Однако гестаповцы обнаруживают Бергсонов в поезде. Баск и сопровождающие бойцы Сопротивления вступают в бой, расстреляв немецкую охрану и подорвав прицепленные вагоны с боеприпасами. Тем самым удаётся оторваться от преследования. Почти все подпольщики погибают в бою. Фон Берков, узнав об этом, подвергает Ренудо зверским пыткам, раскромсав ему пальцы ножом.
Баск и Бергсоны пристраиваются к цыганскому табору. Старейшина соглашается за денежное вознаграждение доставить беглецов к франко-испанской границе, но цыганские повозки останавливает армейская часть. Прибывший фон Берков начинает проверку. Лежащего в фургоне Бергсона удаётся выдать за умирающего цыгана, из-за чего фон Берков, опасаясь заразиться, не залезает в фургон. Однако он забирает с собой Леа и, доставив в свой офис, принуждает её к сексу. Только утром он догадывается, что перед ним дочь Бергсона.
Фон Берков вновь уезжает к цыганам, оставив Леа под охраной. Баск убивает охранника, забирает Леа и опережает фон Беркова — Бергсоны снова уходят вместе с Переа. Фон Берков угрожает цыганскому старейшине смертью, облив его бензином, но тот отказывается сказать, куда ушли разыскиваемые. Однако беглецов сдаёт сын старейшины, чтобы спасти отца. Нарушив данное обещание, фон Берков сжигает старейшину и отдаёт приказ расстрелять весь табор. Он берёт в своё распоряжение четырёх солдат с проводником-французом и продолжает преследование.
Баск и Переа доводят Бергсонов до Пиренеев. Начинается тяжёлый переход через горы. Из-за усталости Ариэль группа движется очень медленно, от этого возникает опасность попасть в руки преследователей. Баск, откровенно озабоченный своими оставленными овцами, угрожает бросить Бергсонов. С огромным трудом группа добирается до альпинистской хижины. Ночью, когда муж и дети заснули, Ариэль Бергсон тайком уходит (Баск и Переа видят это, но не останавливают её) и замерзает в горах. Фактически она покончила с собой, чтобы облегчить семье путь.
Семья, Баск и Переа хоронят Ариэль. При этом они видят приближающихся немцев. Переа вступает в перестрелку, чтобы задержать преследователей. Ему удаётся застрелить троих солдат, но фон Берков (специально поменявшийся формой с одним из рядовых, которого Переа убивает первым же выстрелом) взрывает его гранатой.
Баск ведёт Бергсонов к пограничному переходу — он рассчитывает, что преследователи сочтут такой путь слишком рискованным и не будут искать там беглецов. Однако фон Берков разгадывает этот манёвр и движется в том же направлении. Баск и Бергсоны захватывают на погранпункте армейский грузовик, обстреливают немцев и, воспользовавшись эффектом внезапности, прорываются на испанскую территорию. 
Прибывает фон Берков и требует объяснений от армейского майора, командующего погранчастью. Проводник-француз получает от майора разрешение вернуться домой, но фон Берков выхватывает пистолет и убивает француза. Майор на правах старшего по званию арестовывает фон Беркова. Однако вскоре он узнаёт из Берлина «о тайном соглашении» между Адольфом Гитлером и Франсиско Франко. Фон Берков освобождён и в одиночку продолжает преследование на испанской территории.
Баск и Бергсоны замечают фон Беркова. У профессора сдают нервы, он не хочет больше рисковать и собирается сдаться. Баск запрещает это делать и идёт навстречу немцу. Начинается своеобразная дуэль: Баск, перемещаясь по горным вершинам, провоцирует фон Беркова криками «Sieg Heil!» и «Schweine!»; фон Берков стреляет в ответ, позабыв, насколько это опасно в снежных горах. Раз за разом он промахивается, и в результате прямо на него сходит мощная лавина.
Баск приводит Бергсонов в свою хижину. Все устраиваются на отдых. Но через некоторое время врывается с пистолетом окровавленный фон Берков — каким-то образом ему удалось выжить и выбраться из лавины. Баск просит фон Беркова не убивать Бергсонов. Но тот, будучи уже в невменяемом состоянии, твердит, что убьёт всех. Тогда Бергсон применяет к фон Беркову гипноз: внушает, что больше он никого не убьёт, потому что умрёт сам. Это вызывает у фон Беркова остановку сердца.
Наутро Бергсоны прощаются с Баском и уходят в ближайшую деревню. Баск провожает их долгим задумчивым взглядом и возвращается домой к своим овцам.

## Основные персонажи и актёры
| Актёр              | Роль                       |
| ------------------ | -------------------------- |
| Энтони Куинн       | пастух баск                |
| Малкольм Макдауэлл | гауптштурмфюрер фон Берков |
| Джеймс Мэйсон      | профессор Джон Бергсон     |
| Патриция Нил       | Ариэль Бергсон             |
| Кэй Ленц           | Леа Бергсон                |
| Пол Клеменс        | Пол Бергсон                |
| Кристофер Ли       | старый цыган               |
| Роберт Рис         | молодой цыган              |
| Марсель Бодзуффи   | Переа                      |
| Майкл Лонсдейл     | Ренудо                     |
| Питер Арне         | француз-проводник          |
| Невилл Джейсон     | немецкий лейтенант         |
| Роберт Браун       | немецкий майор             |
| Розе Альба         | мадам Альба                |

### Баск
Имя персонажа Энтони Куинна в фильме не звучит, все называют его по национальности. Пастух уже немолод, но физически крепок, храбр, решителен и хладнокровен. Эмоционально стабилен. Тип прагматичного крестьянина-индивидуалиста.
Он явно ненавидит нацистов, но не имеет идейной мотивации, помочь Бергсонам соглашается исключительно за деньги. Возмущён «обманом», когда выясняется, что задача гораздо труднее предварительно обозначенной. Ведёт себя с Бергсонами жёстко и цинично. Более всего озабочен своими овцами, которых, по собственному признанию, ставит выше людей.

Переа: Жизнь человека важнее денег.

Баск: А мои овцы мне ещё важнее.

Однако его отношение к людям и делу меняется по ходу действия. Он неоднократно спасает Бергсонов, рискуя собственной жизнью. Постепенно проникается к ним подлинной дружеской симпатией. Свою роль понимает однозначно:

Вы не должны убивать. Убивать должны такие, как мы, спасая таких, как вы.

### Фон Берков
Персонаж Малькольма Макдауэлла — фанатичный нацист, патологический садист и убийца. На этом образе в полной мере, до гротеска, показана античеловеческая сущность нацизма как «чистого зла» и «смерти ради смерти».
Отмечен также конфликт традиционной германской элиты с нацистскими фанатиками, армейского командования с партийными СС. Характерны столкновения эсэсовца с офицерами вермахта. Вспоминая своих родителей, фон Берков говорит:

Они хотели, чтобы я, как все мужчины в нашем роду, стал генералом. Вермахт, регулярная армия… Они даже не скрывают, что им противен мой чёрный мундир. Они не понимают, что я — часть новой империи, что я — её плоть и кровь. То, что мы построили всего за одно десятилетие, простоит века.

Цельность образа нарушается лишь в том плане, что фон Берков курит, причём публично — что невероятно для офицера СС.
Эта роль Малкольма Макдауэлла считается самой жестокой после Алекса из «Заводного апельсина». Впоследствии актёр был недоволен, когда его сравнивали с эсэсовским персонажем. Интересно, что через десятилетие с небольшим после эсэсовца фон Беркова в «Переходе» Макдауэлл сыграл в российском фильме «Цареубийца» большевика Юровского.

### Семья Бергсон
Профессор Бергсон, персонаж Джеймса Мэйсона, поначалу выглядит надломленным — тяжесть войны, подполья, бегства тяжело даётся учёному. Склонен к рефлексии, очень переживает, что становится причиной гибели людей. Думает не столько о себе, сколько о семье. Самоубийство жены становится для него страшным ударом, он готов убить за это баска. Но постепенно он обретает всё большую энергию, к концу пути проникается задачей борьбы.
Ариэль Бергсон, персонаж Патриции Нил — цельный образ физически слабой, но духовно сильной женщины, жертвующей собой ради семьи и правого дела.
Леа, персонаж Кэй Ленц, и Пол, персонаж Пола Клеменса — тип «повзрослевших до поры». Развитие личности дано в динамике — юноша и девушка, прежде далёкие от насилия и крови, вступают в бой и побеждают. Меняется их отношение к отцу, которого прежде недооценивали, и пастуху-проводнику, которого поначалу чурались.

### Цыгане
Старый цыган, персонаж Кристофера Ли, по типу личности отчасти напоминает баска — столь же реалистичен и основателен, помочь соглашается за деньги, причём поторговавшись. Ненавидит нацистов:

Они убивают не только евреев. Эти проклятые звери истребляют и мой народ.

Однако он менее склонен к риску и активному сопротивлению. В то же время ведёт себя стойко, ни слова не говорит фон Беркову, посылает его к чертям и запрещает сыну что-либо сообщать нацисту. Молодой цыган, персонаж Роберта Риса, нарушает запрет, но этим не спасает ни отца, ни себя, ни родных.

### Подпольщики
Переа, персонаж Марселя Боццуффи, принимает неравный бой, прикрывая других, и погибает в схватке с фон Берковом. В то же время создатели фильма не идеализируют этот образ. Подобно тому, как пастух озабочен своими овцами, Переа занят лишь выполнением оперативной задачи: переправкой Бергсона — человека, нужного Антигитлеровской коалиции. Судьба других членов семьи не очень волнует Переа. Он заранее договаривается с баском, что Ариэль Бергсон будет оставлена в горах, если не сможет выдержать необходимый темп.
Ренудо, персонаж Майкла Лонсдейла, более склонен к интеллектуальному поединку, чем к прямому бою. При аресте ему не удаётся оказать физического сопротивления (тогда как персонаж Куинна гестаповца убивает). Но на допросе он на некоторое время вводит фон Беркова в заблуждение и тем самым выигрывает время для беглецов. При этом Ренудо понимает, на что обрекает себя.

## Различия в оценках
Съёмки фильма проводились по большей части в Верхних Пиренеях.
Ещё до выхода на экраны Джеймс Мэйсон предположил, что фильм не будет иметь особенного коммерческого успеха, поскольку «люди не любят много снега в фильмах». Многие кинокритики полагают, что Мэйсон оказался прав. Кассовые сборы «Перехода» оказались сравнительно низки, особенно на фоне другого военного фильма Джея Ли Томпсона — «Пушки острова Наварон».
В то же время, несмотря на ограниченность бюджета и спецэффектов, аудитория высоко оценила замысел, воплощение и актёрские работы в фильме.